# Jowiszowo-plutonowy efekt grawitacyjny

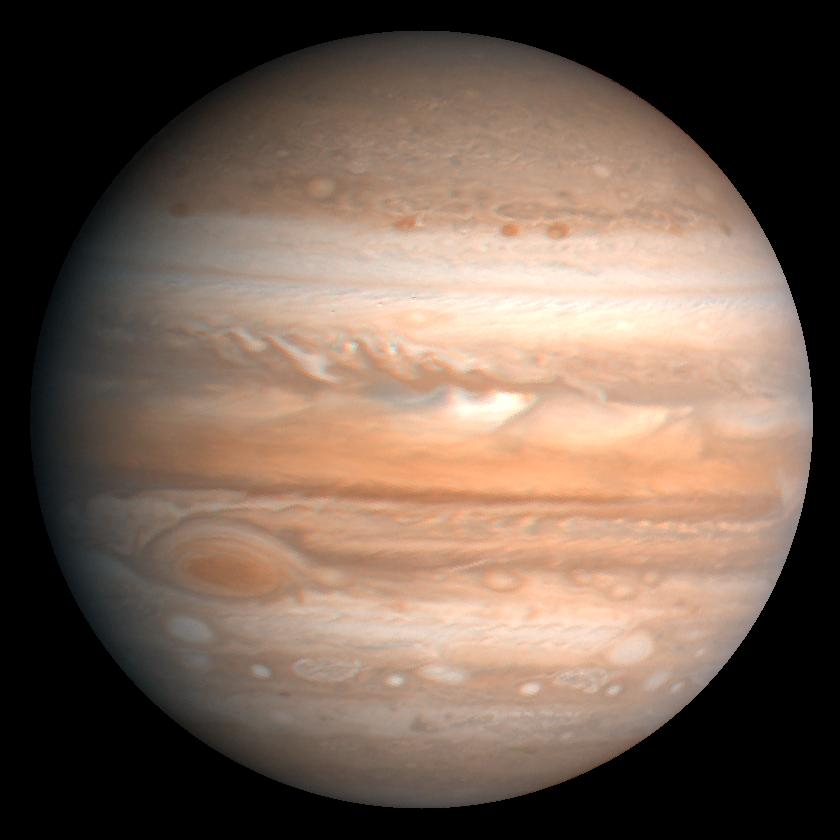
Ogromny Jowisz, którego masa jest większa ponad dwa i pół raza od pozostałych planet Układu Słonecznego razem wziętych

Jowiszowo-plutonowy efekt grawitacyjny – fenomen astronomiczny, którego działanie miało chwilowo zredukować grawitację Ziemi, wymyślony przez Patricka Moore’a dla stacji radiowej BBC z okazji prima aprilis w 1976 roku.

## Ogłoszenie
Pierwszego kwietnia 1976 roku Moore ogłosił na antenie stacji radiowej, że o godzinie 9:47 nastąpi koniunkcja dwóch planet – Jowisza i Plutona, której skutki odczuwalne będą na całej Ziemi. Kiedy Pluton schowa się za Jowiszem, obie planety wytworzą niezwykle wielką siłę grawitacyjną, która zmniejszy grawitację ziemską. Jeśli słuchacze skoczyliby o tej godzinie, zaczęliby lewitować.

## Reakcja słuchaczy
Tuż po 9:47 setki słuchaczy zadzwoniło do radia, aby podzielić się swoimi wrażeniami z zaobserwowanego efektu jowiszowo-plutonowego. Wiele osób deklarowało, że zaobserwowało znaczący spadek w sile grawitacji Ziemi. Jedna z kobiet poinformowała stację, jakoby ona i jedenaścioro znajomych nagle uniosło się z krzeseł i zaczęło latać dookoła pokoju. Efekt przedstawiony przez Moore’a szybko został zdemaskowany jako żart primaaprilisowy.
Jowisz ma masę dwa i pół raza większą niż wszystkie pozostałe planety Układu Słonecznego razem wzięte, jego grawitacja działałaby na całą planetę zmieniając jej orbitę, ale zależność siły grawitacji Jowisza od odległości wywoła siłę pływową, jednak ze względu na dużą odległość do Jowisza siła ta jest znikoma nawet w porównaniu do siły pływowej pochodzącej od Księżyca.